# Batalla de Bárbula
La batalla de Bárbula fue un enfrentamiento armado ocurrido el 30 de septiembre de 1813 que tuvo como protagonistas, por un lado, a las tropas venezolanas y las fuerzas neogranadinas comandadas por Rafael Urdaneta y Atanasio Girardot y por el otro al ejército realista, capitaneado por Domingo Monteverde, reforzado por componentes del Regimiento de Granada, llegado desde España al mando del coronel Miguel Salomón. Tuvo lugar en la parte izquierda del cerro de la hacienda Bárbula, en las afueras de Naguanagua, en el actual Estado Carabobo (Venezuela).
El triunfo resultante para el ejército aliado granadino-venezolano influyó decisivamente, allanando el camino para el establecimiento de la Segunda República de Venezuela.

## Contexto
La Segunda República de Venezuela es el nombre que recibe el período histórico de Venezuela que se ubica entre 1813 y 1814. La Segunda República inicia con la liberación de la ciudad de Cumaná el 3 de agosto de 1813  por parte de las fuerzas de Santiago Mariño y finaliza con la derrota patriota en la Quinta Batalla de Maturín del 11 de diciembre de 1814. Durante la Segunda República, se produjeron las campañas Admirable y de Oriente, cuyo logro primordial fue el establecimiento de la República.

## Batalla
Simón Bolívar dispuso sitiar a Puerto Cabello, poniendo en aprietos a la guarnición realista allí destacada. La situación cambió favorablemente a los sitiados cuando llegaron refuerzos comandados por el coronel Miguel Salomón, por lo cual Bolívar dispuso la retirada del ejército patriota hacia el pueblo de Naguanagua. 
Viendo que las tropas rebeldes huían, Monteverde movilizó sus fuerzas hasta posicionarse en el sitio de Las Trincheras y envió una vanguardia a tomar posesión de la hacienda "Bárbula". Bolívar decide entonces enviar al choque a las tropas de Atanasio Girardot, Rafael Urdaneta y el mayor José Luciano D'Elhuyar y Batista quienes finalmente consiguieron desalojar a la avanzada realista,
Por parte de las fuerzas independentistas, esta batalla representó un alto costo, pues en ella encontró la muerte el coronel Atanasio Girardot, quien fue alcanzado por la bala de un fusil cuando intentaba fijar la bandera cartagenera en la cima del cerro, que ya había sido tomado.

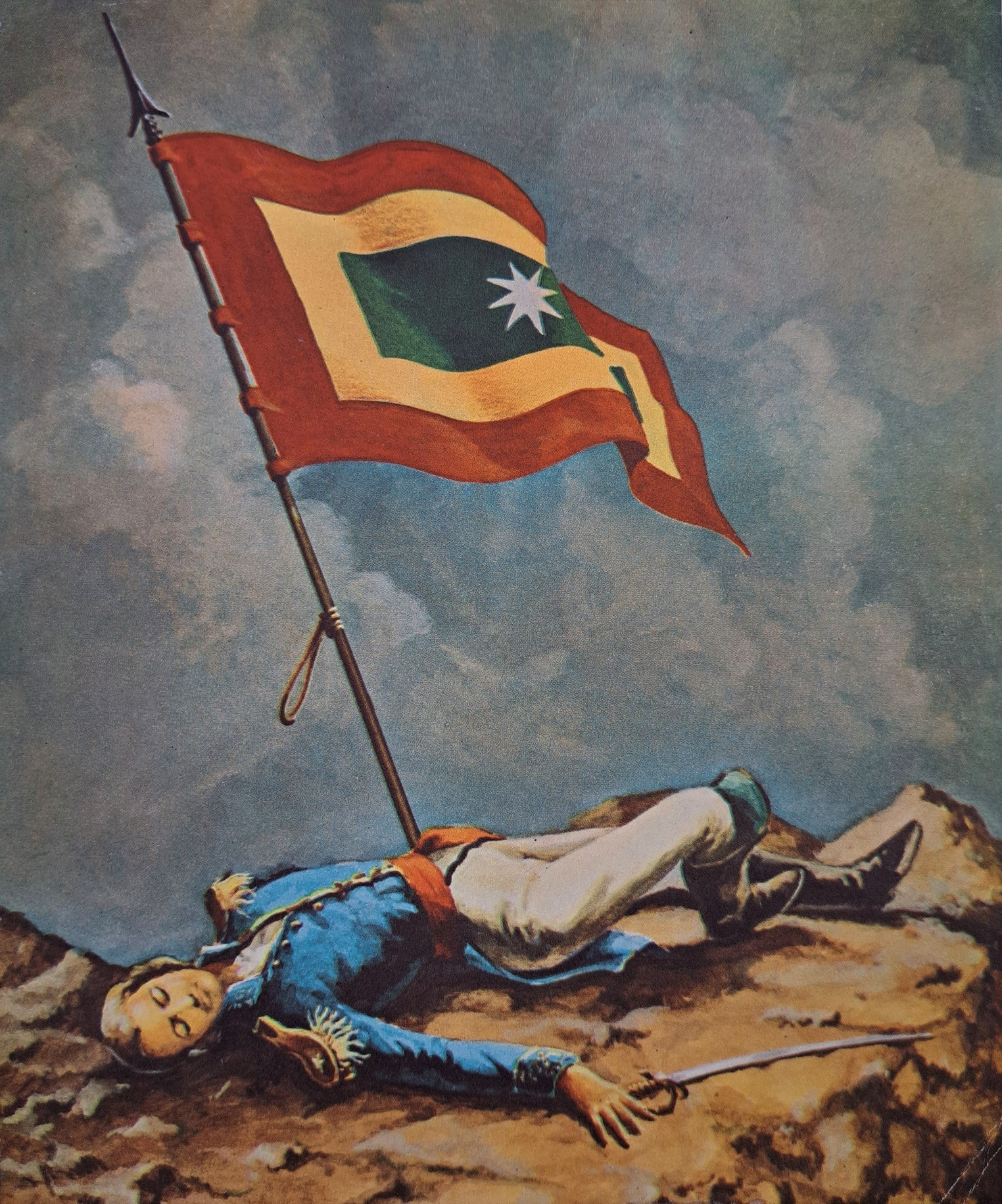
Bandera que trato izar Atanasio Girardot.

## Alusiones a la batalla
El Himno Nacional de Colombia hace referencia a la batalla en su tercera estrofa

III
Del Orinoco el cauce
se colma de despojos;
de sangre y llanto un río
se mira allí correr.
En Bárbula no saben
las almas ni los ojos,
si admiración o espanto
sentir o padecer.